# Papyrus Revenue Laws
Célèbre papyrus publié à la fin du XIXe siècle par Bernard Pyne Grenfell, le papyrus Revenue Laws est un vaste ensemble de règlements concernant la ferme des impôts sous le règne de Ptolémée II Philadelphe, plus précisément pour l'année -259/-258. Ce document contient des règlements fiscaux pour qui veut comprendre comment Ptolémée II organisa une économie dirigiste perfectionnée.